# 北海道中央バス岩内営業所
北海道中央バス岩内営業所（ほっかいどうちゅうおうバスいわないえいぎょうしょ）は、北海道中央バス（中央バス）が北海道岩内郡岩内町万代に設置する、バス事業部（旧・小樽事業部）に属する営業所。岩内ターミナル、ニセコバス岩内営業所を併設する。

## 歴史
1943年（昭和18年）3月1日の北海道における旅客自動車運輸事業統合要綱（いわゆる戦時統合）による北海道中央乗合自動車発足時は古宇郡泊村に泊営業所が設置され、1949年（昭和24年）9月1日に岩内駅前へ移転し岩内営業所となった。1954年（昭和29年）9月26日、洞爺丸台風襲来時に発生した岩内大火で焼失。翌1955年（昭和30年）9月14日の新築落成まで約1年を要した。1987年（昭和62年）10月28日に現在地へ移転している。
2020年（令和2年）12月1日現在、路線バスや岩内ターミナルは真栄営業所の管轄となっているが、岩内営業所の名称も残している。運行・管理をニセコバスへ委託している。

## 路線
2024年（令和6年）10月1日現在、岩内営業所管内を運行する一般路線バスはない。また、岩内方面の一般路線バスではSAPICA等のICカード乗車券は使用できなかった。

## 主な廃止路線
ニセコバス移管路線のニセコバスでの状況は、ニセコバスを参照。
新見線
- 岩内駅前 - 新見温泉 - 豊国 - 蘭越駅前
  - 1949年（昭和24年）12月27日免許[5]、1970年（昭和45年）3月17日岩内 - 豊国間廃止[6]。

小沢線
- 岩内駅前 - 共和 - 小沢 - 倶知安ターミナル
  - 1978年（昭和53年）4月1日廃止[7]。ニセコバス運行に一本化。

大曲線
- 岩内駅前 - 大曲[8]

岩内黒松内線・岩内長万部線（特急）
- 岩内ターミナル - 雷電温泉郷 - 磯谷 - 追分 - 黒松内 - 長万部駅前
  - 1988年（昭和63年）5月1日に岩内黒松内線を開設し、寿都営業所管内をニセコバスに譲渡して以来10年振りに黒松内町へ乗り入れた。さらに同年12月1日より長万部町まで延長し岩内長万部線として運行された。1992年（平成4年）12月1日付のダイヤ改正で廃止された[9]。

雷電線（岩内 - 寿都）・寿都線（急行）
- 小樽駅前 - 余市駅前 - 仁木役場前 - 岩内ターミナル - 雷電温泉郷 - 磯谷 - 寿都営業所
  - 1994年（平成6年）4月1日廃止[10]。ニセコバス運行に一本化。

岩内線（急行）
- 小樽駅前 - 余市駅前 - 仁木役場前 - 岩内ターミナル
  - 廃止直後に代替として岩内ターミナル→共和役場前系統を運行したが、それを含め廃止されている。

岩内円山線
- 岩内ターミナル - 中央通 - 相生タウン - 円山弓道場前 - 森林公園入口（→いわない温泉郷→岩内スキー場→さんさんの湯→）
  - 2018年（平成30年）4月1日廃止[11]。

神恵内線
- 岩内ターミナル - リヤムナイ - 発足局前 - 大曲分岐点 - 堀株 - 茅沼 - 泊老人ホーム - 臼別 - 泊役場前 - 兜岬 - 茂岩 - 商工観光センター前 - 神恵内役場前 - 神恵内港 - 赤石 - 大森 - 珊内 - 川白（ - 西の河原 - 積丹神威岬：夏期のみ）
  - 1949年（昭和24年）3月5日、盃 - 赤石間免許[12]。
  - 1985年（昭和60年）11月20日、赤石 - 川白間免許[13]。
  - 岩内ターミナル - リヤムナイ - 神社前 - 大曲分岐点 - 泊役場前 - 盃温泉街系統は2018年（平成30年）10月1日廃止[14]。
  - 川白・神威岬発着便は商工観光センター前 - 神恵内役場間で温泉998を経由していたが、温泉998閉館に伴い2020年（令和2年）10月1日より分岐区間を廃止した[15]。
  - 岩内ターミナル - 大森系統は2022年（令和4年）10月1日廃止[16]。大森系統のみ経由していた泊老人ホームへは、川白系統に編入される。
  - 2024年（令和6年）10月1日 - 全線を廃止。代替交通は共和町・岩内町・泊村・神恵内村で構成する岩宇地域公共交通活性化協議会が「岩宇地域海岸線（通称：しおかぜライン）」を運行[17]。

## 岩内ターミナル
1985年（昭和60年）7月1日に国鉄岩内線が廃止され、岩内町が岩内駅跡地にバスターミナルを整備。案内上は岩内ターミナルと呼ばれる。5箇所の頭端式の乗り場があり、待合室、窓口、自動券売機が設置される。中央バス観光商事が運営する売店が入居していたが撤退している。
のりばは以下の通り。
1番のりば
- ニセコバス
  - 雷電線 寿都町行（港町（蘭越町）・ゆべつの湯・寿都ターミナル）
  - いわない循環バス ノッタライン 町内循環線

2番のりば
- 中央バス
  - 高速いわない号 札幌市行（余市駅・小樽駅（小樽ターミナル）・札幌駅前）

3番のりば
- 岩宇地域公共交通活性化協議会
  - 岩宇地域海岸線　しおかぜライン 神恵内村行（泊村役場・道の駅かもえない・川白）、岩内高校行

4番のりば
- ニセコバス
  - 小沢線（国鉄岩内線廃止代行バス） 倶知安町行（共和町役場・小沢・倶知安厚生病院・倶知安駅）

5番のりば
- 降車、貸切等

バスターミナル施設脇に降車専用停留所を設置。

## 関連事業所
相生車庫
- 岩内郡岩内町相生102-1[19]
  - 管理事務所や洗車機、給油機、車庫が設置されている。

茂岩車庫（廃止）
- 古宇郡泊村茂岩1[19]

## ニセコバス岩内営業所
小沢線の一部などを担当。寿都ターミナルを傘下に置いている。ニセコバスを参照。